# Энгельхольм (футбольный клуб)
«Энгельхольмс ФФ» (швед. Ängelholms FF) — шведский футбольный клуб из Энгельхольма, лен Сконе.
Основан в 1976 году. Домашние матчи клуба проходят на стадионе Энгельхольмс ИП, вмещающим 5000 зрителей.
В настоящее время играет в Суперэттане, второй по важности шведской профессиональной лиге. Клуб не добивался каких-либо значительных успехов на национальном уровне, его высшее достижение — участие в стыковых матчах за выход в Аллсвенскан в 2011 году, где он уступил с общим счётом 3-4.